# Leigh Griffiths
Leigh Griffiths, född 20 augusti 1990, är en skotsk fotbollsspelare (anfallare). Han representerar även Skottlands landslag.

## Karriär
I augusti 2022 värvades Griffiths av Mandurah City i australiska tredjedivisionen. I oktober 2022 återvände han till Skottland.